# آژانس فضایی ترکیه
آژانس فضایی ترکیه (ترکی استانبولی: Türkiye Uzay Ajansı) یک سازمان دولتی برای تحقیقات فضایی ترکیه است. این سازمان به طور رسمی در ۱۳ دسامبر ۲۰۱۸ و با فرمان رجب طیب اردوغان تأسیس شد.
این سازمان تابع وزارت صنعت و فناوری ترکیه است. با تأسیس TUA، اداره هوانوردی و فناوری‌های فضایی در وزارت حمل و نقل و زیرساخت ترکیه منحل شد. TUA برنامه‌های راهبردی و کلان فضایی ترکیه را تهیه و تدوین می‌کند. این برنامه‌ها شامل اهداف میان مدت و بلندمدت، اصول و رویکردهای اساسی، اهداف و اولویت‌ها، اقدامات عملی و اجرایی و تخصیص منابع لازم می‌باشد.

## فهرست مدیران
| ردیف | نام                | شروع به کار  | پایان کار    |
| ---- | ------------------ | ------------ | ------------ |
| ۱    | سردار حسین یلدیریم | ۶ اوت ۲۰۱۹   | ۷ اکتبر ۲۰۲۳ |
| ۲    | یوسف کراچ          | ۷ اکتبر ۲۰۲۳ | متصدی        |